# Dante Castellazzi
Dante Castellazzi (Massa Finalese, 12 novembre 1936 – Mirandola, 27 dicembre 2018) è stato un calciatore italiano, di ruolo centrocampista.

## Caratteristiche tecniche
Era un mediano dotato di corsa e forza fisica, doti con le quali sopperiva ai propri limiti tecnici.

## Carriera
Dopo l'esordio con il Massa Finalese, passa alla Reggiana, con cui disputa due campionati, il secondo da titolare. Viene quindi acquistato dalla Lazio, che lo gira in prestito al Taranto per due campionati consecutivi di Serie B.
Rientrato a Roma, debutta in Serie A il 29 settembre 1957, nella vittoria interna per 2-0 sul Lanerossi Vicenza; impiegato come rincalzo dei titolari, disputa 6 partite in due stagioni, prima di ritornare in Serie C con le maglie di Siena e Mantova. Nel Piccolo Brasile allenato da Edmondo Fabbri ritrova il posto da titolare, contribuendo alla doppia promozione dei virgiliani e disputando altri due campionati di massima serie.
Chiude la carriera con due stagioni da riserva in Serie B, con Palermo e Modena, e un'ultima annata al Carpi, di nuovo in Serie C.
Ha totalizzato 40 presenze in Serie A e 80 presenze con 3 reti in Serie B.
Era il fratello del calciatore Mario Castellazzi.

## Palmarès
Coppa Italia: 1 
Lazio: 1958